# Берегове (Звягельський район)
Берегове́ (до 1965 року — Заріччя) — село в Україні, у Чижівській сільській територіальній громаді Звягельського району Житомирської області. Кількість населення становить 122 особи (2001).

## Населення
Відповідно до результатів перепису населення СРСР, кількість населення, станом на 12 січня 1989 року, становила 130 осіб.
Станом на 5 грудня 2001 року, відповідно до перепису населення України, кількість мешканців села становила 122 особи.

## Історія
З 1946 року — хутір в складі Малоцвілянської сільської ради Городницького району. 28 листопада 1957 року, в складі сільської ради, увійшло до Ярунського району, 4 червня 1958 року — Новоград-Волинського району Житомирської області. 5 серпня 1965 року, відповідно до указу Президії Верховної ради УРСР «Про перейменування деяких населених пунктів Житомирської області», село Заріччя перейменоване на Берегове.
3 серпня 2016 року, відповідно до рішення Житомирської обласної ради, село увійшло до складу новоствореної Чижівської сільської територіальної громади Новоград-Волинського району Житомирської області.